# Maren Hammerschmidt
Maren Hammerschmidt, född 24 oktober 1989, är en tysk skidskytt som ingick i det tyska damlag som blev världsmästare i stafett vid VM 2017. Hon ingick också i laget som tog brons i stafetten vid VM 2016.